# Herbita niebla
Herbita niebla là một loài bướm đêm trong họ Geometridae.